# Zákányfalu
Zákányfalu là một thị trấn thuộc hạt Somogy, Hungary. Thị trấn này có diện tích 6,7 km², dân số năm 2010 là 666 người, mật độ 99 người/km².